# Сале Нгакве
Сале Нгакве (бірм. စလေငခွေးး; 875–934) — 3-й володар Паганського царства у 904—934 роках.

## Життєпис
Згідно з «Королівської хроніки», Нгакве був нащадком Тхейнга, царя Пагану, але вихований у безвісності в місті Сале. Потім поступив на службу до Таннета конюхом. Згодом Нгакве вбив царя, втопивши того у ставку, захопивши трон.
На думку дослідників ймовірно Нгакве належав до нащадків вождів одного з племен м'янма, яке було підкорено Таннетом. В результаті опинився при дворі останнього. При цьому є суперечним статус особистого конюха царя, наскільки він був значним і необразливим для аристократа. Також у заколоті Нгакве напевне відбилися ознаки військової демократії, коли той ще не сприймав царя як недоторканого монарха, а лише як очільника союзу племен.
Про панування Нгакве обмаль відомостей, але те, що він протримався на троні майже 30 років та зміг передати владу своєму синові — Тхейнко — свідчить про міцну основу влади та неабияку особистість цього царя. Продовжив розширення володінь. За деякими свідченнями загинув під час військової кампанії проти одного з монських царств.